# دوري آيسلندا الممتاز 2000
دوري آيسلندا الممتاز 2000 (بالآيسلندية: Landssímadeild karla í knattspyrnu 2000) هو الموسم 89 من  دوري آيسلندا الممتاز. أقيم خلال الفترة 18 مايو 2000 وحتى 18 سبتمبر 2000، والذي يشرف على تنظيمه اتحاد آيسلندا لكرة القدم، وكان عدد الأندية المشاركة فيه  10، وفاز فيه ناتدبيرنوفيلاغ ريكيافيكور.